# ATI 레이지 시리즈

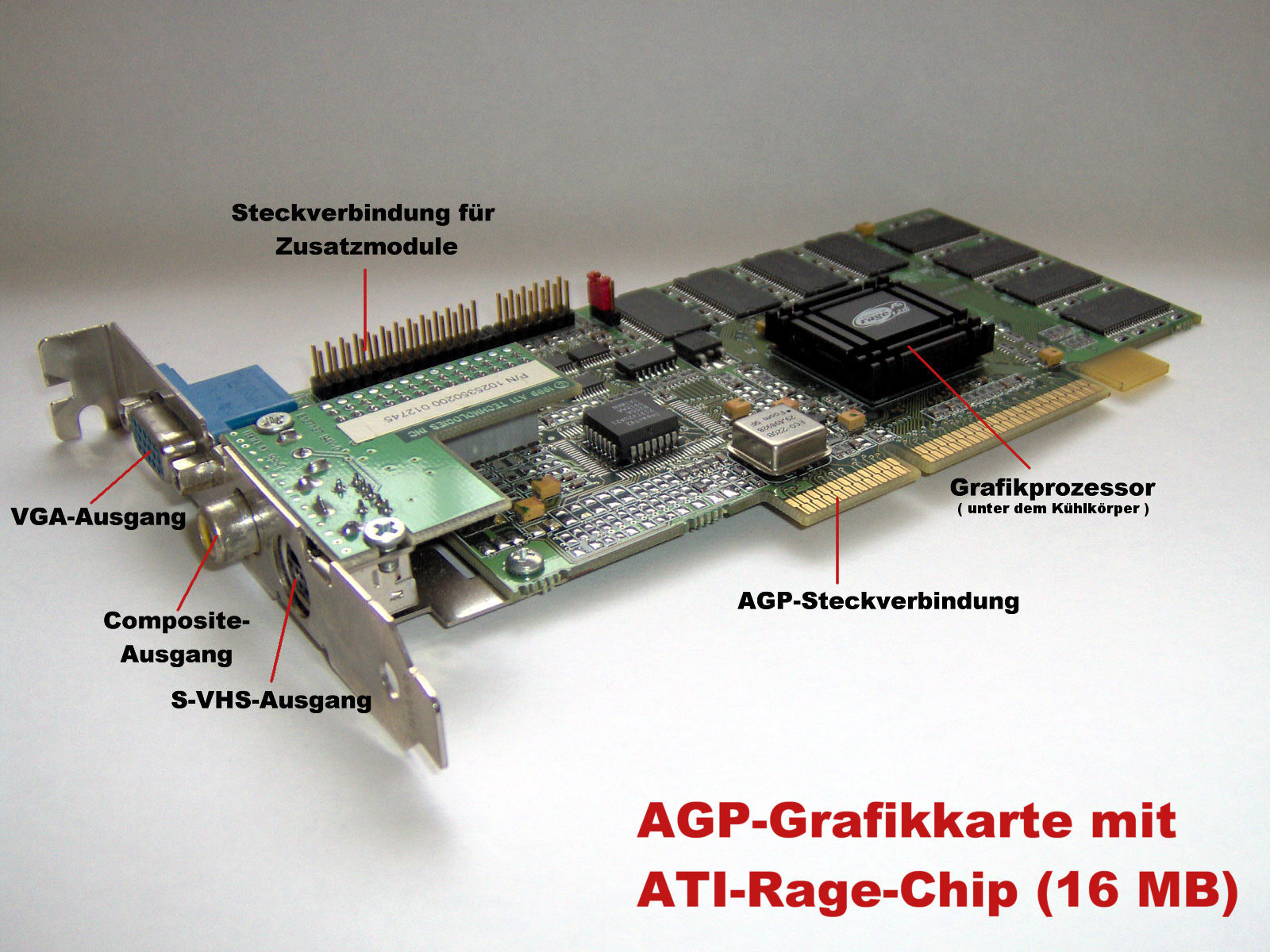
AGP 인터페이스를 갖춘 ATI Rage 128 그래픽 카드

ATI 레이지(ATI Rage)는 GUI 2차원 가속, 3차원 가속 그래픽 칩셋의 시리즈이다. 2D 가속기의 ATI 마하 시리즈의 뒤를 잇는다.

## 역사
ATI는 높은 평가를 받았던 2차원 칩셋 마하 시리즈에 3차원 가속 기능 등을 추가한 그래픽 칩셋 "3D RAGE"를 개발하고 발표하였다. 이 때는 마이크로소프트가 윈도우 95를 판매하여 컴퓨터를 보급하기 시작했던 시기였으며, RAGE 시리즈는 수많은 컴퓨터 메이커 제품에 채용되었다. ATI는 성능을 높인 다이렉트X 5를 지원하였던 3D RAGE II, AGP 인터페이스와 호환되는 3D Rage Pro를 개발하였고, IBM PC 호환 기종 컴퓨터 말고도 애플의 파워 매킨토시 등에도 탑재되었다. ATI는 그래픽 성능 개선보다 드라이버의 안정성이나 TV 출력 호환 등의 기능에 주력하였기 때문에, 부두나 엔비디아의 리바 128 시리즈에 조금 성능이 뒤떨어지기도 했다.
1990년대 후반부터, 엔비디아가 여러 그래픽 카드 제공업체에 칩셋을 공급하여 큰 폭으로 시장 점유율을 늘렸다. 윈도우 98 이후에 다이렉트X가 표준으로 포함되었으며,1998년에 출시된 다이렉트X 6를 지원하는 리바 TNT, 리바 TNT2에 이어 최고의 시장 점유율을 차지하게 되었으며 그래픽 칩셋 업계가 재편되기 시작했다. ATI는 리바 TNT에 대항하여 1998년에 128비트 그래픽 엔진을 장착한 RAGE 128를 개발하였으며, 3dfx는 부두 밴시, 부두 3를 발표하였고, 매트록스도 2차원 화질이 좋은 밀레니엄 G200을 발표하였다.
그러나 1999년에 엔비디아가 지오메트리 엔진을 탑재한 최초의 GPU(이 당시 ATI는 VPU라고 불렀다)를 사용한 지포스 256을 발표하여 다른 회사를 압박하기 시작했다.
엔비디아는 2000년 들어 지포스 2를 발표하여 앞서나가기 시작했지만, 같은 해에 ATI는 카리스마 엔진으로 불리는 지오메트리 엔진을 탑재한 GPU를 갖춘 라데온 256(개발 이름은 RAGE 6였지만 라데온으로 이름을 사용하기로 ATI 측이 결정)을 발표하였다. 지포스 2에 압도당하긴 했지만, 라데온 시리즈는 지포스 성능과 대등하게 되면서 그 뒤에 ATI와 엔비디아가 서로 경쟁을 계속했다. 허나, 후에 AMD에 인수되어 라데온이란 브랜드로 남게 되었다.

## 모델

### 3D RAGE
초기 RAGE 칩은 3차원 기능과 MPEG-1 가속 기능을 얹은 마하64 2D 코어를 기반으로 하였다. 3D RAGE는 ATI의 Xpression 그래픽 카드에도 사용되었다.
- 3D RAGE (I)
  - 1/2 메가바이트 비디오 메모리

### 3D RAGE II

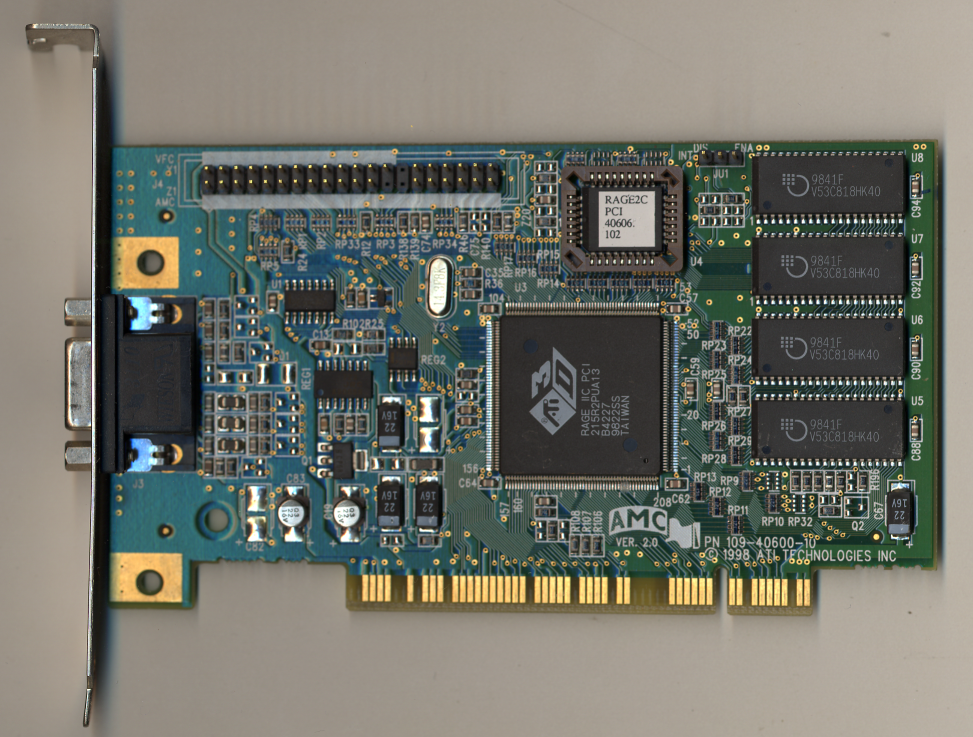
레이지 IIC 그래픽 카드

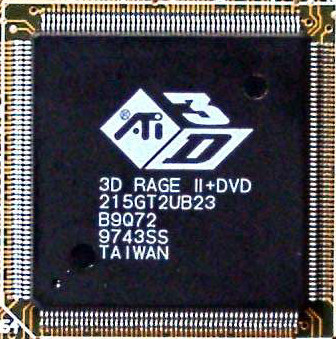
레이지 II DVD 칩셋

2세대 RAGE는 3차원 성능을 거의 두 배 이상 끌어올려 준다. 그래픽 프로세서는 최적의 2차원 성능을 제공하는 재설계한 마하64 엔진을 다시 채용하였다. 드라이버는 윈도우 95, 윈도우 NT, 맥 OS, OS/2, 리눅스와 같은 운영 체제에서도 제공되었다. ATI는 또한 TV 인코더를 RAGE II, ImpactTV 칩에 채용하였다.
RAGE II는 매킨토시 G3, 파워맥 6500, 아이맥 G3와 같은 매킨토시 컴퓨터에도 들어가 있다. IBM 호환 PC에서는 일부 메인보드와 그래픽 카드가 다음과 같은 칩셋을 사용하였다: 3D Xpression+, 3D Pro Turbo, 원래의 All-in-Wonder
- 3D RAGE II
- 3D RAGE II+
- 3D RAGE II+DVD
  - 60 MHz 코어
  - 60 MHz 메모리
  - 초당 480 MB의 메모리 대역
  - 다이렉트엑스 5 지원
- 3D RAGE II (IIC)
  - 제조 공정 0.35μm
  - AGP 또는 PCI 인터페이스 AGP
  - EDO-DRAM/SGRAM (1/2/4/8MB) 비디오 메모리
  - 다이렉트엑스 5 지원

### 3D RAGE Pro

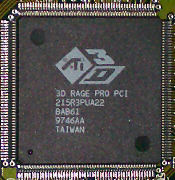
3D Rage Pro 칩셋

RAGE Pro는 엔비디아의 리바 128과 3dfx의 부두 가속기의 성능을 제공하였지만 경쟁 제품을 압도하는 데 실패했다. 오픈GL뿐 아니라 굳건한 게임 솔루션에 대한 지원도 부족하였다. 3D RAGE Pro는 Xpert@Play 버전에서 TV 출력 포트만 차이가 있는 Xpert@Work 또는 Xpert@Play로 팔린 것이 보통이었다.
- 3D RAGE Pro
- 3D RAGE Pro Turbo
  - 제조 공정 0.35μm
  - AGP 2배속 또는 PCI 인터페이스
  - EDO-DRAM/SDRAM/SGRAM (4/8/16MB) 비디오 메모리
  - 다이렉트엑스 6 지원

### RAGE LT
- RAGE LT (3D RAGE II 기반)
- RAGE LT Pro (3D RAGE Pro 기반)
  - 제조 공정 0.35μm
  - AGP 2배속 또는 PCI 인터페이스
  - EDO-DRAM/SGRAM (1/2/4/8MB) 비디오 메모리

### RAGE XL
3D RAGE Pro를 기반으로 하여 가격을 낮춘 칩셋이다.
- RAGE XL
- RAGE XC
  - 제조 공정 0.25μm
  - 패키지 208핀 PQFP(XL), 256핀 BGA(XC)
  - 128비트 또는 32비트 메모리 인터페이스
  - AGP 2배속 또는 PCI 인터페이스
  - SDRAM/SGRAM (4/8MB) 비디오 메모리

### RAGE 128

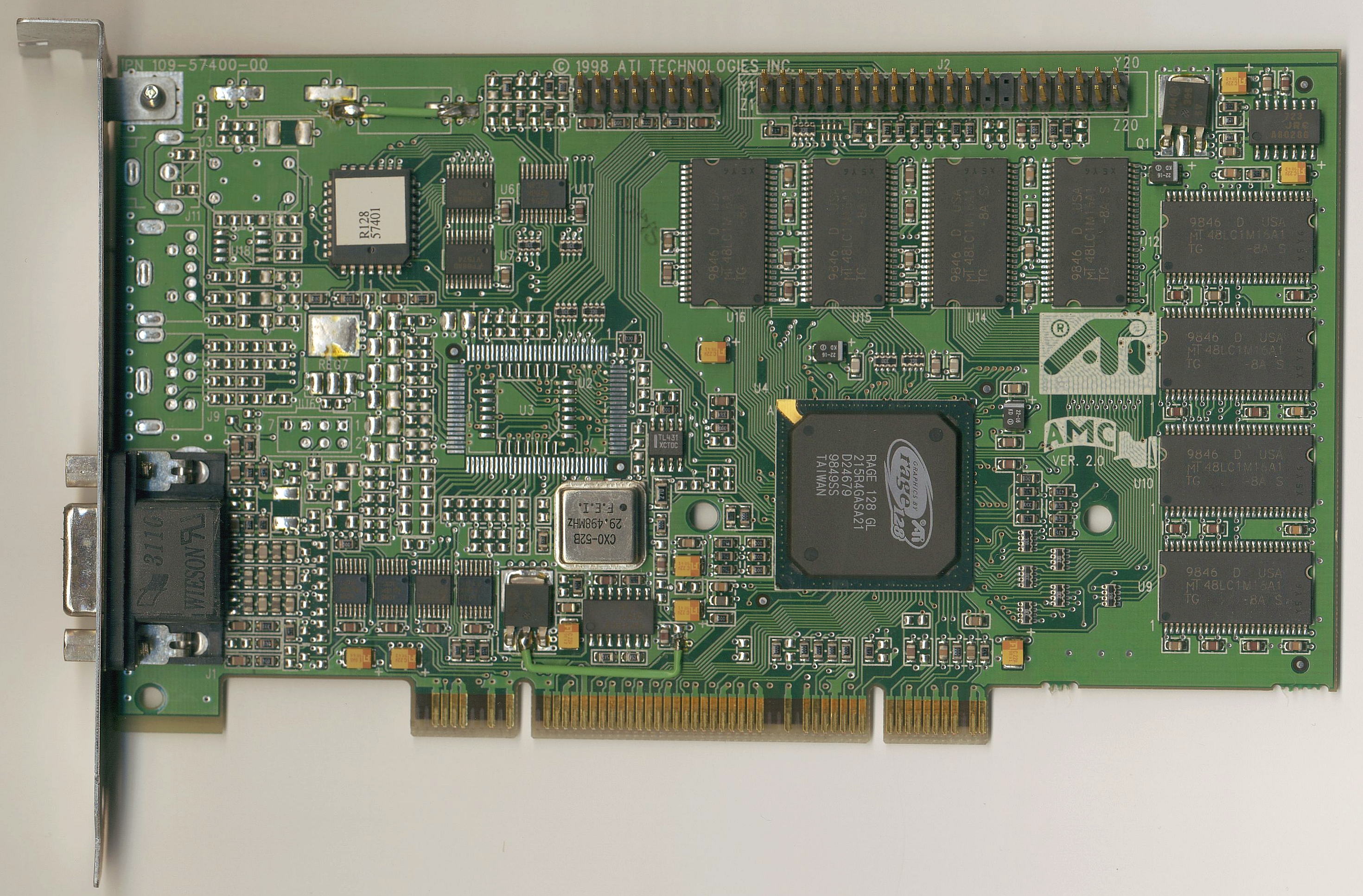
레이지 128 GL 그래픽 카드

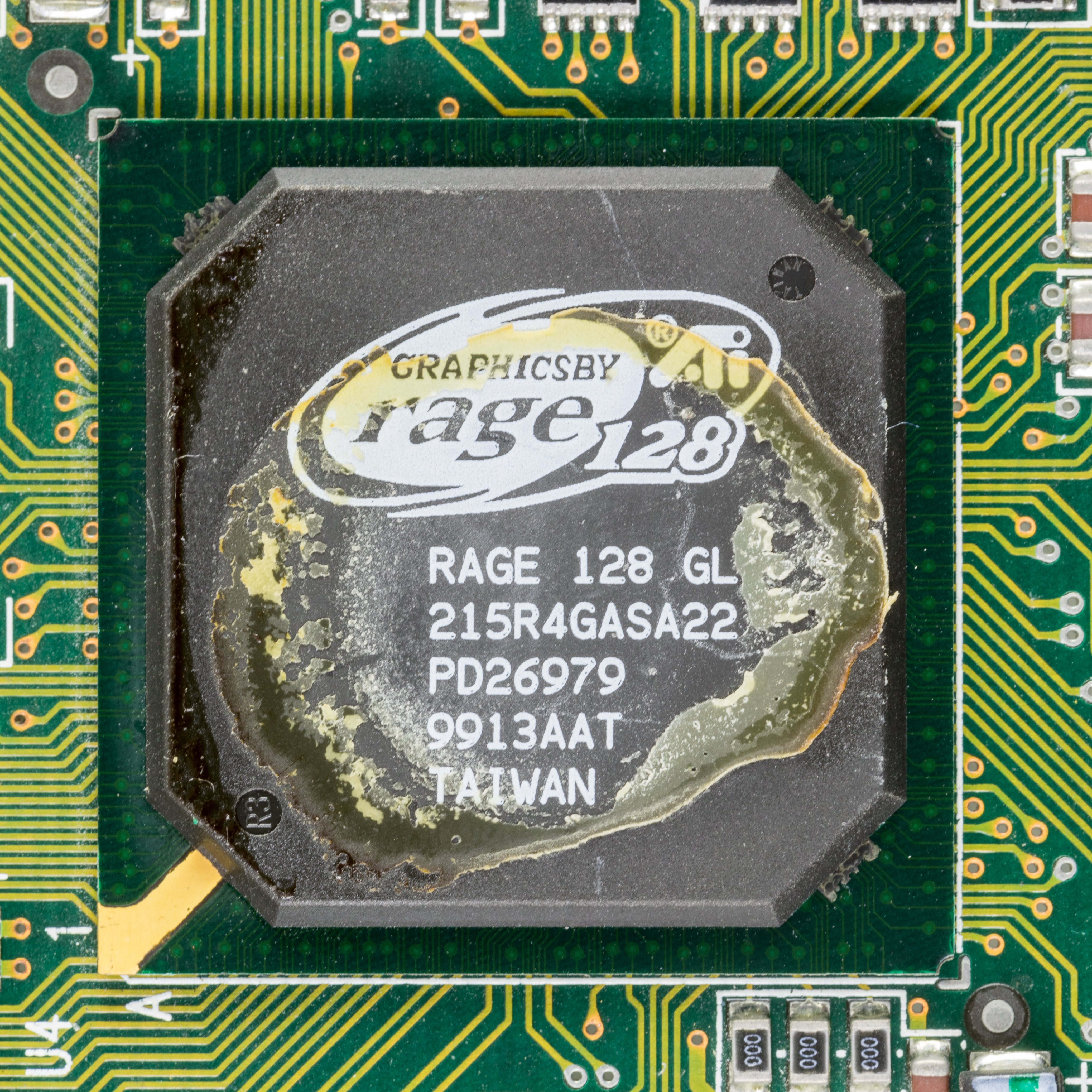
Rage 128 칩셋

Magnum, RAGE Fury, Xpert 128, Xpert 2000과 같은 제품 이름으로 출시되었다.
- RAGE 128 GL
- RAGE 128 VR
- RAGE 128 Pro
  - 제조 공정 0.25μm
  - 트랜지스터 800만 개
  - 패키지 312핀 BGA(GL), 256핀 BGA(VR)
  - 램댁 230 MHz 또는 250 MHz
  - 128비트(GL) 64비트(VR) 메모리 인터페이스
  - AGP 2배속 또는 PCI 인터페이스
  - SDRAM/DDR-SGRAM(VR 마하) (4/8/16/32MB) 비디오 메모리
  - 다이렉트엑스 6 지원

### RAGE 6
- Rage 6

RAGE 128 Pro 그래픽 가속기가 RAGE 아키텍처의 마지막 개정판이다. 레이지 6라는 이름을 ATI는 라데온으로 이름을 바꾸기로 결정했다.

### RAGE Mobility

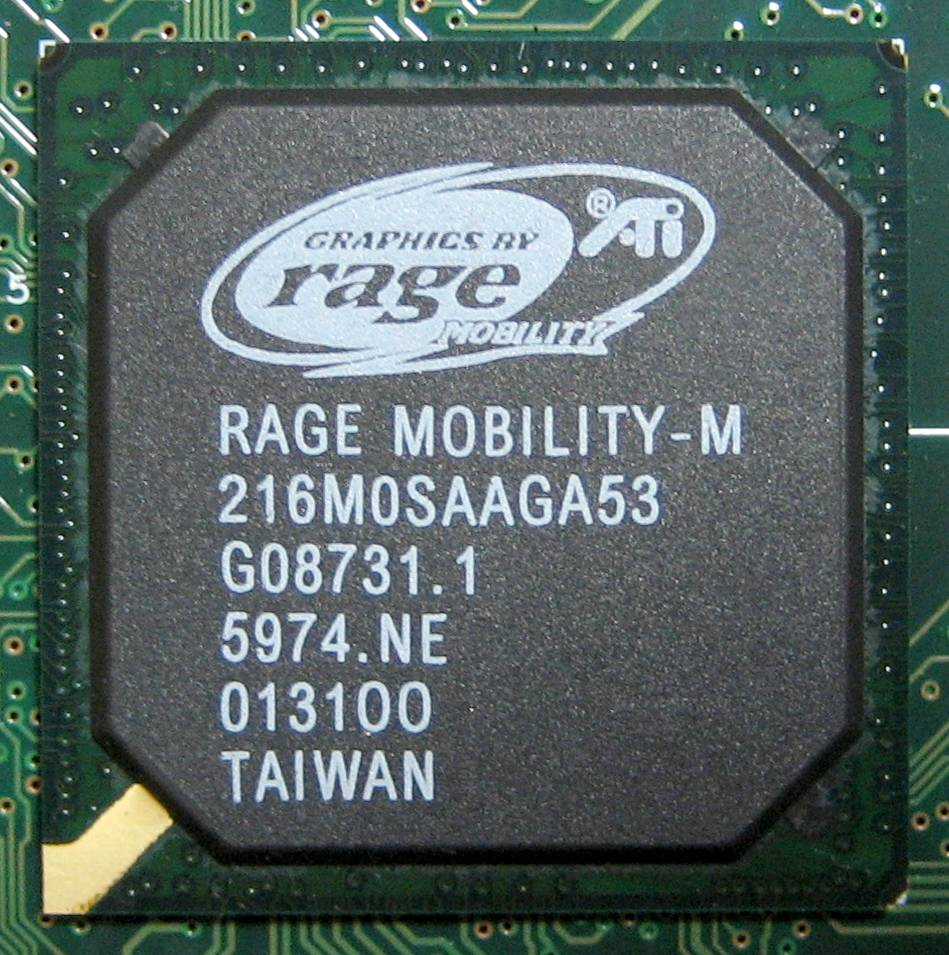
ATI Rage Mobility M 칩셋

3D RAGE II 또는 RAGE 128을 바탕으로 소비 전력을 줄인 노트북 컴퓨터 전용 칩셋이다.
- RAGE Mobility
  - RAGE Mobility C, EC, L, M, M1, M2, P (RAGE Pro 기반)
    - 제조 공정 0.35μm
    - AGP 또는 PCI 인터페이스
    - SDRAM (4/8MB) 비디오 메모리
    - 다이렉트엑스 5 지원

  - RAGE Mobility 128, M3, M4 (RAGE 128 기반)
    - 제조 공정 0.25μm
    - 패키지 345핀 BGA
    - AGP 2배속 또는 PCI 인터페이스
    - SDRAM (16MB) 비디오 메모리
    - 다이렉트엑스 6 지원

## 같이 보기
- ATI 라데온